# 1639
1639 (MDCXXXIX) a fost un an comun al calendarului gregorian, care a început într-o zi de sâmbătă.

## Evenimente
- 8 septembrie: Fondarea Universității Harvard, cea mai veche universitate din SUA.

## Arte, științe, literatură și filozofie
- Edificarea mănăstirii Sfinții Trei Ierarhi din Iași.
- Jeremiah Horrocks observă tranzitul lui Venus prin fața Soarelui.
- Desargues publică Brouillon projet d'une atteinte aux événements des rencontres du cône avec un plan, care este considerată nașterea geometriei descriptive.
- William Gascoigne⁠(d) inventează un fel de sextant pentru măsurarea precisă a unghiului dintre stele.[1]

## Nașteri
- 7 aprilie: Gregório de Mattos, 59 ani, poet brazilian (d. 1696)
- 22 decembrie: Jean-Baptiste Racine, dramaturg francez, maestru al tragediei clasice franceze (d. 1699)

- Constantin Cantacuzino, stolnic și istoric român (d. 1716)

## Decese
- 21 mai: Tommaso Campanella  (n. 1568)
- 20 ianuarie: Mustafa I  (n. 1591)
- 20 august: Martin Opitz poet german (n. 1597)
- 4 august: Juan Ruiz de Alarcón scriitor mexican (n. 1581)
- 28 octombrie: Stefano Landi  (n. 1587)
- 1 aprilie: Johann Philipp, Duce de Saxa-Altenburg ducele de Saxe-Altenburg (n. 1597)
- 1 martie: Ólafur Egilsson  (n. 1564)
- 10 noiembrie: Grzegorz Knapski  (n. 1561)